# Selección de fútbol sub-23 de Macedonia del Norte

La Selección de fútbol sub-23 de Macedonia del Norte, conocida también como la Selección olímpica de fútbol de Macedonia del Norte, es el equipo que representa al país en Fútbol en los Juegos Olímpicos y en la Eurocopa Sub-21; y es controlada por la Federación de Fútbol de Macedonia del Norte.
Su mayor éxito fue en el 2017, donde clasificó a la Eurocopa Sub-21 de 2017, donde eliminó sorpresivamente a Francia sub-21 y a Islandia sub-21. En el torneo quedó en primera fase tras empatar con Serbia y perder con España 0-5 y con Portugal 2-4.

## Estadísticas

### Eurocopa Sub-21
El torneo lo juegan selecciones sub-21, pero técnicamente participan selecciones sub-23, y cada dos ediciones el torneo cuenta como la eliminatoria para los Juegos Olímpicos.

### Clasificatoria a la Eurocopa Sub-21 de 2017
| Equipo            | Pts | PJ | PG | PE | PP | GF | GC | Dif |
| ----------------- | --- | -- | -- | -- | -- | -- | -- | --- |
| Macedonia         | 21  | 10 | 6  | 3  | 1  | 13 | 7  | +6  |
| Francia           | 20  | 10 | 6  | 2  | 2  | 17 | 8  | +9  |
| Islandia          | 18  | 10 | 5  | 3  | 2  | 13 | 9  | +4  |
| Ucrania           | 14  | 10 | 4  | 2  | 4  | 14 | 12 | +2  |
| Escocia           | 8   | 10 | 2  | 2  | 6  | 8  | 17 | -9  |
| Irlanda del Norte | 2   | 10 | 0  | 2  | 8  | 6  | 18 | -12 |

| Año   | Ronda            | Pos.             | J                | G                | E                | P                | GF               | GC               |
| ----- | ---------------- | ---------------- | ---------------- | ---------------- | ---------------- | ---------------- | ---------------- | ---------------- |
| 1978  | véase Yugoslavia | véase Yugoslavia | véase Yugoslavia | véase Yugoslavia | véase Yugoslavia | véase Yugoslavia | véase Yugoslavia | véase Yugoslavia |
| 1980  | véase Yugoslavia | véase Yugoslavia | véase Yugoslavia | véase Yugoslavia | véase Yugoslavia | véase Yugoslavia | véase Yugoslavia | véase Yugoslavia |
| 1982  | véase Yugoslavia | véase Yugoslavia | véase Yugoslavia | véase Yugoslavia | véase Yugoslavia | véase Yugoslavia | véase Yugoslavia | véase Yugoslavia |
| 1984  | véase Yugoslavia | véase Yugoslavia | véase Yugoslavia | véase Yugoslavia | véase Yugoslavia | véase Yugoslavia | véase Yugoslavia | véase Yugoslavia |
| 1986  | véase Yugoslavia | véase Yugoslavia | véase Yugoslavia | véase Yugoslavia | véase Yugoslavia | véase Yugoslavia | véase Yugoslavia | véase Yugoslavia |
| 1988  | véase Yugoslavia | véase Yugoslavia | véase Yugoslavia | véase Yugoslavia | véase Yugoslavia | véase Yugoslavia | véase Yugoslavia | véase Yugoslavia |
| 1990  | véase Yugoslavia | véase Yugoslavia | véase Yugoslavia | véase Yugoslavia | véase Yugoslavia | véase Yugoslavia | véase Yugoslavia | véase Yugoslavia |
| 1992  | No clasificó     | No clasificó     | No clasificó     | No clasificó     | No clasificó     | No clasificó     | No clasificó     | No clasificó     |
| 1994  | No clasificó     | No clasificó     | No clasificó     | No clasificó     | No clasificó     | No clasificó     | No clasificó     | No clasificó     |
| 1996  | No clasificó     | No clasificó     | No clasificó     | No clasificó     | No clasificó     | No clasificó     | No clasificó     | No clasificó     |
| 1998  | No clasificó     | No clasificó     | No clasificó     | No clasificó     | No clasificó     | No clasificó     | No clasificó     | No clasificó     |
| 2000  | No clasificó     | No clasificó     | No clasificó     | No clasificó     | No clasificó     | No clasificó     | No clasificó     | No clasificó     |
| 2002  | No clasificó     | No clasificó     | No clasificó     | No clasificó     | No clasificó     | No clasificó     | No clasificó     | No clasificó     |
| 2004  | No clasificó     | No clasificó     | No clasificó     | No clasificó     | No clasificó     | No clasificó     | No clasificó     | No clasificó     |
| 2006  | No clasificó     | No clasificó     | No clasificó     | No clasificó     | No clasificó     | No clasificó     | No clasificó     | No clasificó     |
| 2007  | No clasificó     | No clasificó     | No clasificó     | No clasificó     | No clasificó     | No clasificó     | No clasificó     | No clasificó     |
| 2009  | No clasificó     | No clasificó     | No clasificó     | No clasificó     | No clasificó     | No clasificó     | No clasificó     | No clasificó     |
| 2011  | No clasificó     | No clasificó     | No clasificó     | No clasificó     | No clasificó     | No clasificó     | No clasificó     | No clasificó     |
| 2013  | No clasificó     | No clasificó     | No clasificó     | No clasificó     | No clasificó     | No clasificó     | No clasificó     | No clasificó     |
| 2015  | No clasificó     | No clasificó     | No clasificó     | No clasificó     | No clasificó     | No clasificó     | No clasificó     | No clasificó     |
| 2017  | Primera fase     |                  | 3                | 0                | 1                | 1                | 2                | 11               |
| Total | 1/22             | 1 Final          | 5                | 4                | 4                | 6                | 10               | 23               |

### Juegos Olímpicos
| Año   | Ronda            | Pos.             | J                | G                | E                | P                | GF               | GC               |
| ----- | ---------------- | ---------------- | ---------------- | ---------------- | ---------------- | ---------------- | ---------------- | ---------------- |
| 1992  | Véase Yugoslavia | Véase Yugoslavia | Véase Yugoslavia | Véase Yugoslavia | Véase Yugoslavia | Véase Yugoslavia | Véase Yugoslavia | Véase Yugoslavia |
| 1996  | No clasificó     | No clasificó     | No clasificó     | No clasificó     | No clasificó     | No clasificó     | No clasificó     | No clasificó     |
| 2000  | No clasificó     | No clasificó     | No clasificó     | No clasificó     | No clasificó     | No clasificó     | No clasificó     | No clasificó     |
| 2004  | No clasificó     | No clasificó     | No clasificó     | No clasificó     | No clasificó     | No clasificó     | No clasificó     | No clasificó     |
| 2008  | No clasificó     | No clasificó     | No clasificó     | No clasificó     | No clasificó     | No clasificó     | No clasificó     | No clasificó     |
| 2012  | No clasificó     | No clasificó     | No clasificó     | No clasificó     | No clasificó     | No clasificó     | No clasificó     | No clasificó     |
| 2016  | No clasificó     | No clasificó     | No clasificó     | No clasificó     | No clasificó     | No clasificó     | No clasificó     | No clasificó     |
| Total | 1/3              | –                | 3                | 0                | 1                | 2                | 3                | 7                |

## Entrenadores
| Periodo       | Nombre           |
| ------------- | ---------------- |
| 1996          | Jovo Nikusev     |
| 2004-2011     | Mirsad Jonuz     |
| 2011-2014     | Boban Babunski   |
| 2014-presente | Blagoja Milevski |